# Nefti in diorite (E 25389)
La statua di Nefti in diorite (E 25389) è un'antica scultura egizia raffigurante Nefti (dea dell'oltretomba e della morte in generale, oltreché dei lamenti funebri e delle prefiche, delle ore notturne deificate nelle mitiche Ore, del parto e dei fiumi), risalente alla fine del lungo regno del faraone Amenofi III "il Magnifico" (ca. 1386–1350 a.C.).
La scultura è un esempio del grado di raffinatezza raggiunto dalla statuaria nell'ultimo cinquantennio della XVIII dinastia egizia: la diorite presenta una lavorazione e una levigatezza elegantemente sofisticate, le proporzioni sono aggraziate, mentre gli occhi della dea portano un trucco "dal tratto graficamente marcato".
La dedica posta sulla base dello zoccolo identifica la figura femminile con la dea Nefti: il faraone è ivi definito
Dalla medesima iscrizione geroglifica si evince che la scultura avrebbe fatto parte del gigantesco ciclo iconografico progettato per celebrare la festa giubilare (Heb-sed) del trentesimo anniversario dell'accessione di Amenofi III al trono (è però verosimile che l'esecuzione di una tale quantità d'opere d'arte, fra cui seicento statue della dea Sekhmet, sia stata inaugurata diverso tempo prima delle celebrazioni effettive.). Un parziale ritocco della dedica registra un trasferimento della statua, nel Tempio di Eracleopoli, nell'Alto Egitto, quando Amenofi III era ancora in vita. Lì la statua subì, pochi anni dopo, una delle tante cancellazioni dei nomi delle divinità tradizionali da Akhenaton, figlio di Amenofi III, nell'ambito della sua rivoluzione religiosa di stampo enoteistico: il cartiglio del nome di Amenofi III, contenente quello del supremo dio Amon (Amenhotep), fu raschiato: la curiosa mancanza di un successivo restauro fa supporre che la statua di Nefti sia stata abbandonata fino alla sua moderna riscoperta (avvenuta in circostanze sconosciute).